# Sophia Amalia (linjeskib)
Sophia Amalia var et dansk-norsk orlogsskib i tjeneste i flåden. Skibet var navngivet efter dronning Sophie Amalie, som var gift med Frederik 3. Skibet blev som et af kun fem dansk-norske orlogsskibe bygget i Norge. Skibet blev bygget på Hovedøya i Christiania under ledelse af den engelske skibskonstruktør James Robbins og løb af stablen i 1650. Skibet var 51,8 meter lagt og var på det tidspunkt det største krigsskib i verden. Skibet blev bygget efter ønske fra kong Christian 4. og blev betragtet som et prestigeprojekt og var  blandt andet bygget med henblik på at blive større end det britiske HMS Sovereign of the Seas i brug i Royal Navy. Skibet var bemandet med en besætning på 680 mand og var udstyret med 108 kanoner - 8 flere end Sovereign of the Seas.  Hannibal Sehested var indblandet i byggesvindel i forbindelse med afregningerne af bygningen, han angrede dog og Frederik 3. viste nåde. Skibet blev ikke brugt sønderligt og lå uden krigsudrustning fra 1657 til 1680.